# Xanthium orientale subsp. italicum
Xanthium orientale subsp. italicum, боца, зелена боца или италијански чичак је једногодишња зељаста биљка из породице Compositae.

## Опис
Висока је до 100–150 . Корен је вретенаст. Стабљика је усправна, граната, жуто-зелене боје и ароматичног мириса, често са црвенкаст-осмеђим мрљама. 
Листови су наизменично распоређени, троугластојајасти, дуги 2–12 , са 3–5 туполика режња, неправилно назубљених ивица, са одрезаном или клинастом основом, на дугим лисним дршкама (2–8 центиметара), с горње стране тамнозелени, а с доње светлији или плавкасти, са обе стране прекривени скоро штрчећим жлездама. 
Једнодома је биљка с једнополним цветовима. Главице са мушким цветовима су лоптасте, 5-8 милиметара широке, са зеленим цветовима прекривеним густим жлездама, грзписане су на врховима грана или у пазуху изнад женских главица. Главице са женским цветовима су зеленкасте, постављене у паровима затвореним у бодљикави инволукрум и налазе се у пазиху листова. Цвета од јула до септембра, а опрашује се ветром. Размножава се семеном. 
Плод је црна ахенија, која остаје у инволукруму чији сасушени израштаји (бодље'') омогућавају ефикасно расејавање. Плодоноси од августа до новембра. Плодове разноси вода, птице, а разносе се и епизоохорно или антропохорно. 

## Порекло врсте
Врста води порекло из Централне и Јужне Америке. 
Интродукована је у Европу крајем XVII века, да би је тек 1822. године Морети описао као нову врсту за науку. О пореклу врсте се још увек расправља, мада највероватније потиче са америчког континента (описана је на основу примерака из Европе).
Натурализована је на свим континентима осим Антарктика, а на многим местима је инвазивна и коровска врста. Интродукција на нова станишта посредством човека је случајна, прометом семенског материјала, али и вуне и крзна. Негативно утиче на сточарство, нарочито овчарство. Плодови се лако замрске у животињско крзно, поготово у овчју вуну, коју је после тешко ображивати, па губи на квалитету, а цена производње расте. Ако се јави у већем броју на пашњацима, може да доведе до тровања домаћих животиња због токсичног карбоксиатрактилозида, које се налази у котиледонима младих биљака и семену (зреле јединке га не садрже).
Употребљава се у медицини у лечењу различитих обољења, а у Индији се користи у борби против маларије.
Род Xanthium је у сродсту с родом Ambrosia, у који спада више познатих алергених врста, па тако и врсте рода Xanthium производе велику количину високоалергенског полена, а жлездане длаке на надземним деловима биљака могу да изазову контактни дерматитис код осетљивих особа.

## Станиште
Расте на различитим типовима станишта и земљишта, чија реакција може да варира од pH 5 до 8. Преферира отворена рудеална станишта и директну осунчаност или благи хлад. Честа је у умереном климату, али и у суптропима и на Медитерану. У планинским регионима је ретка.

## Распрострањење у Србији
Широко распрострањена.

## Мере сузбијања и контроле
С обзиром на то да је једногодишња врста, механичка конторола може бити верома ефикасна, а подразумева ручно чупање из корена док је биљка млада (пре образовања плодова) чим се уоче јединке или мање популације. То треба чинити са заштитном опремом због спречавања контакта с кожом (може изазвати иритације, тј. дерматитис). 
Кошење или орање може бити ефикасно за веће популације уколике се примени пре образовања плодова, с обзиром на то да се ствара вијабилно семе, чак и ако плодови сасечене биљке нису зрели. након кошења се могу појавити нови изданци, па је неопходно неколико узастопних третмана. Испаша и паљење се не препоручују као контрола ове врсте. Примена техника узгоја без орања може ефикасно да сузбија ову врсту јер семе не клија на површини земљишта, па се и приликом механичке контроле што мање раскопавање земљишта, само колико је неопходно да се уклоне сви делови биљке.
У могуће агенске биолошке контроле спадају гљиве Alternaria helianthi и Puccinia xanthii, инсекти који се хране семеном ове врсте као што су Phaneta imbridana и Euaresta aequalis. У Аустралији је било више покушаја биолошке контроле ове врсте, од којих се најуспешнијом сматра интродукција врсте мољца из породице лептира (Lepidoptera) Epiblema strenuana из Мексика 1984. године, која се проширила на аустралијском континенту и смањила компетитивност врсте X. strumarium.

## Синоними
- Xanthium italicum Moretti
- Xanthium echinatum subsp. italicum (Moretti) O. Bolos & Vigo
- Xanthium saccharatum subsp. italicum (Moretti) Hayek
- Xanthium strumarium subsp. italicum (Moretti) D. Lovež
- Xanthium cavanillesii Schouw
- Xanthium nigri Ces. & al.
- Xanthium saccharatum Wallr.
- Xanthium orientale subsp. saccharatum (Wallr.) B. Bock
- Xanthium strumarium subsp. cavanillesii (Schouw) D. Love & Dans[1]